# Joannas
Joannas är en kommun i departementet Ardèche i regionen Auvergne-Rhône-Alpes i sydöstra Frankrike. Kommunen ligger  i kantonen Largentière som ligger i arrondissementet Largentière. År 2022 hade Joannas 317 invånare.

## Befolkningsutveckling
Antalet invånare i kommunen Joannas
Referens: INSEE

## Galleri

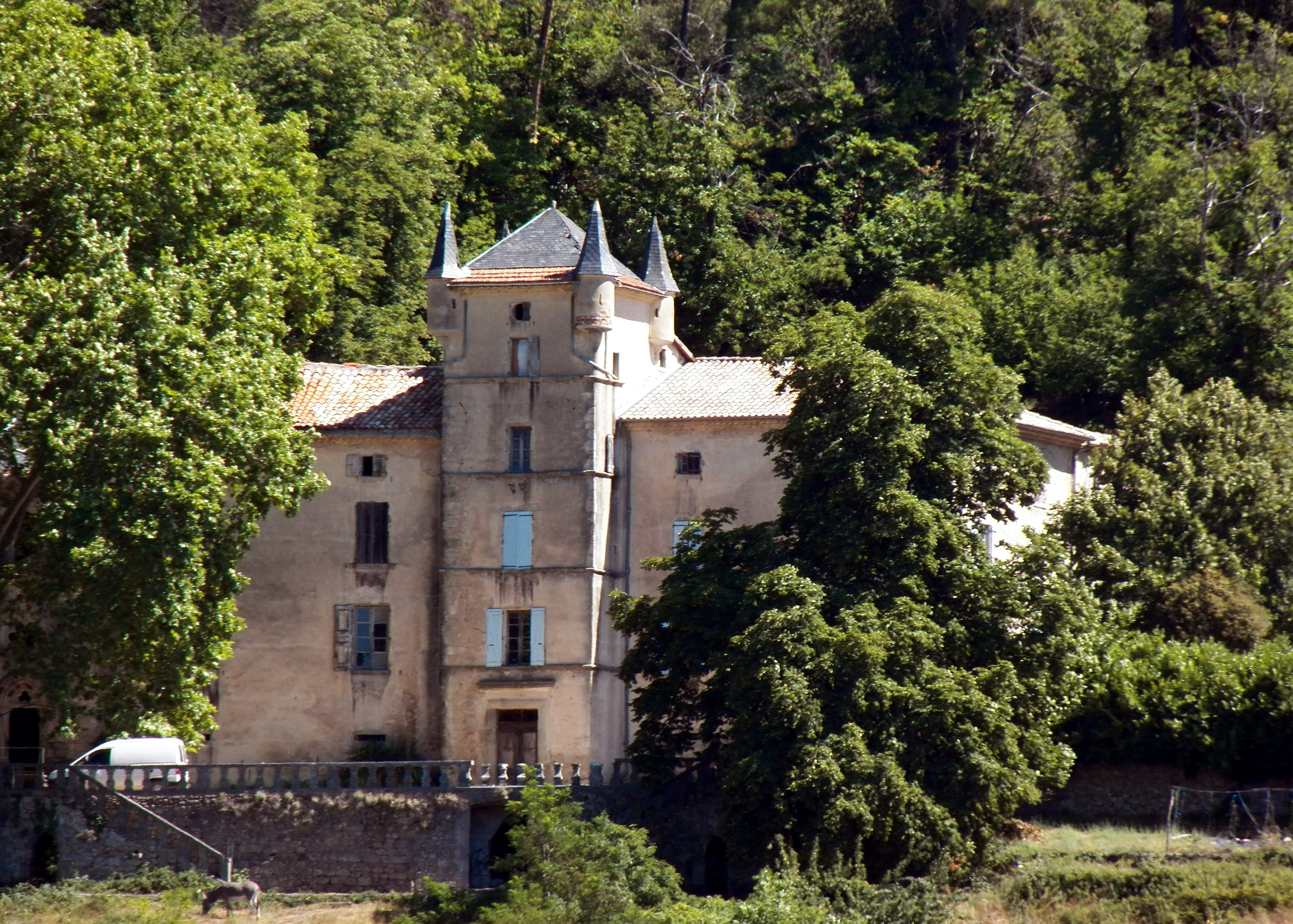
Château de Logères
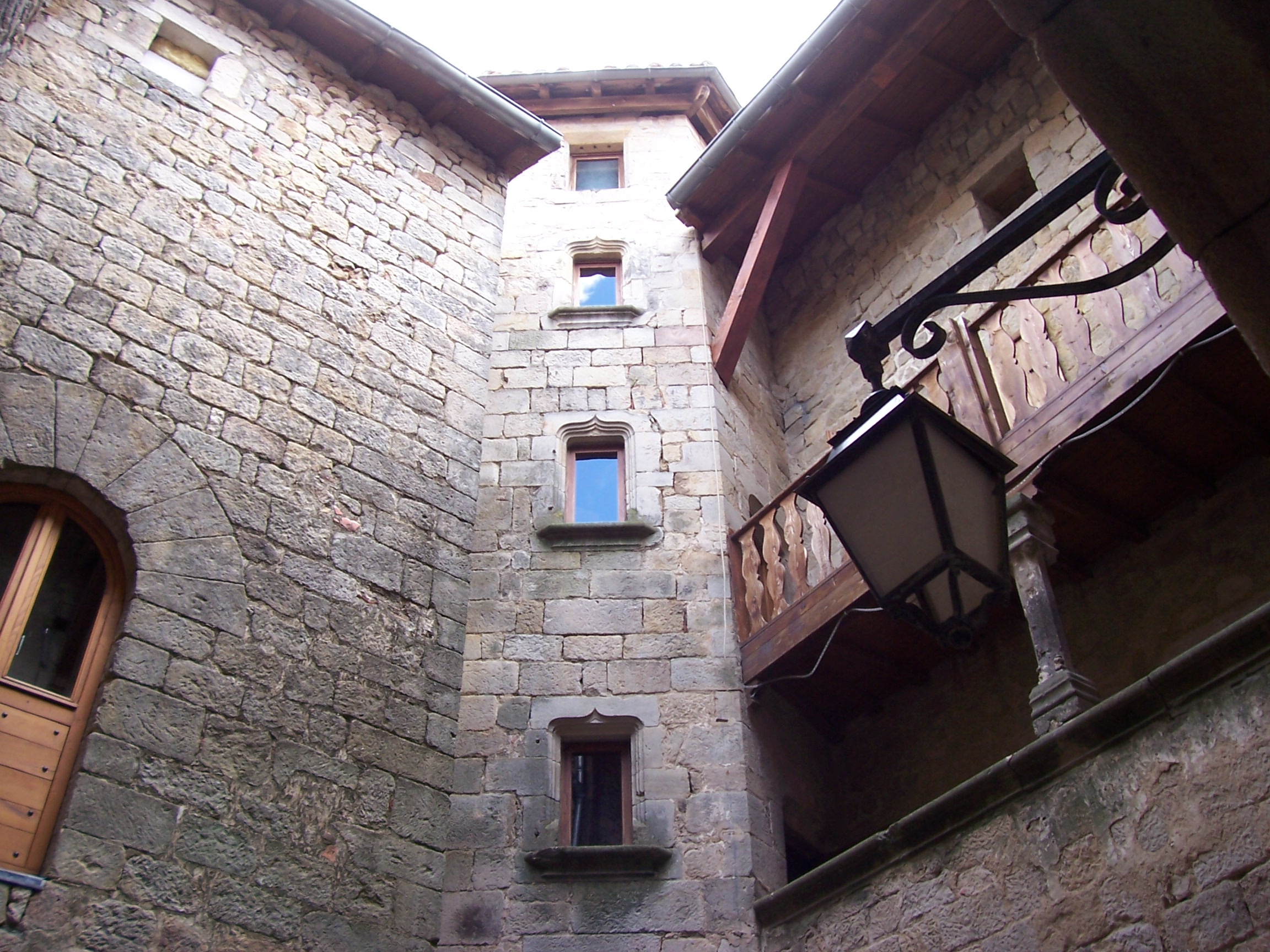
Château de Joannas
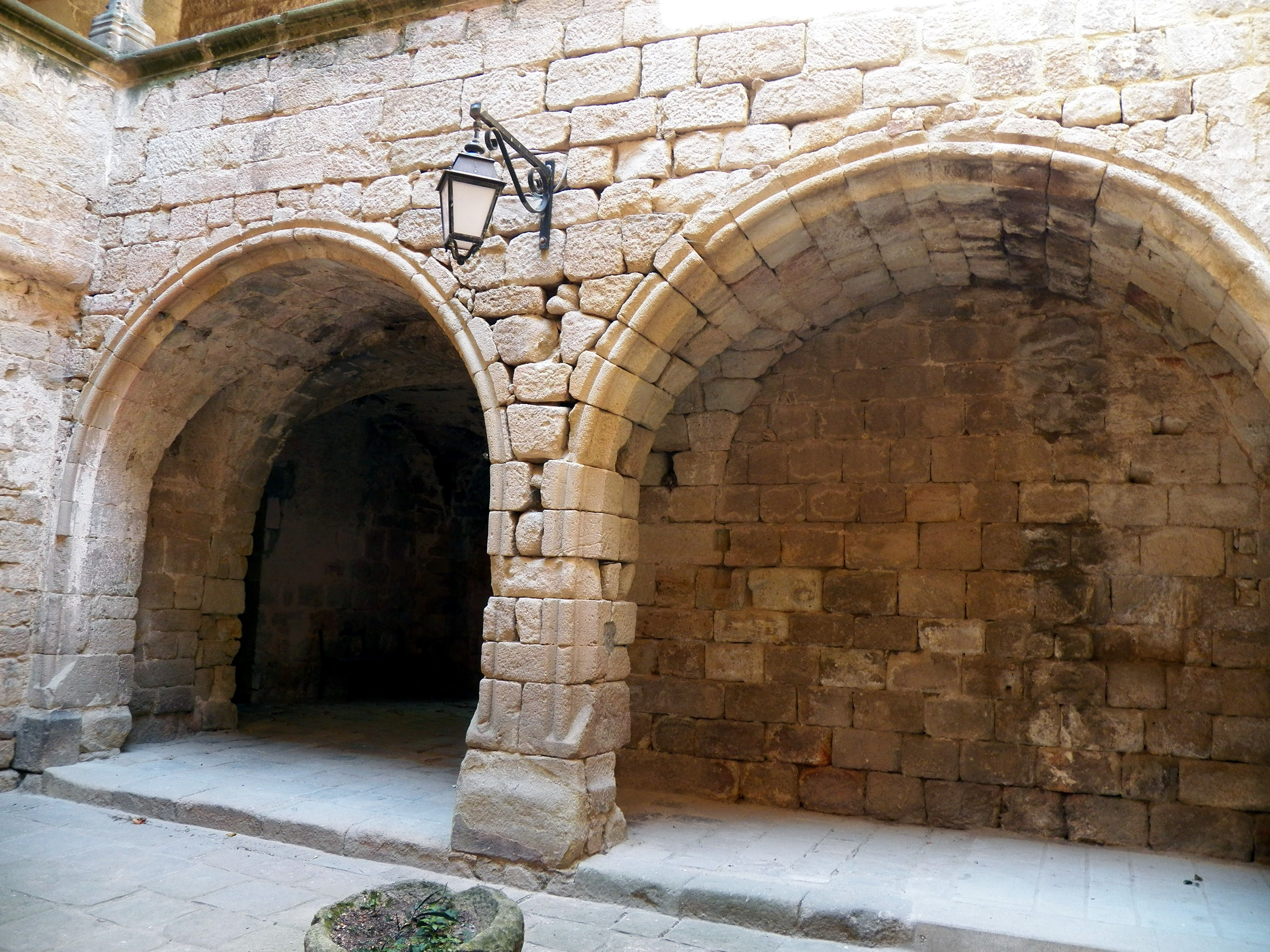